# ロイヤル・ビクトリア・ホテル (ピサ)
座標: 北緯43度42分59.7秒 東経10度24分04.1秒 / 北緯43.716583度 東経10.401139度

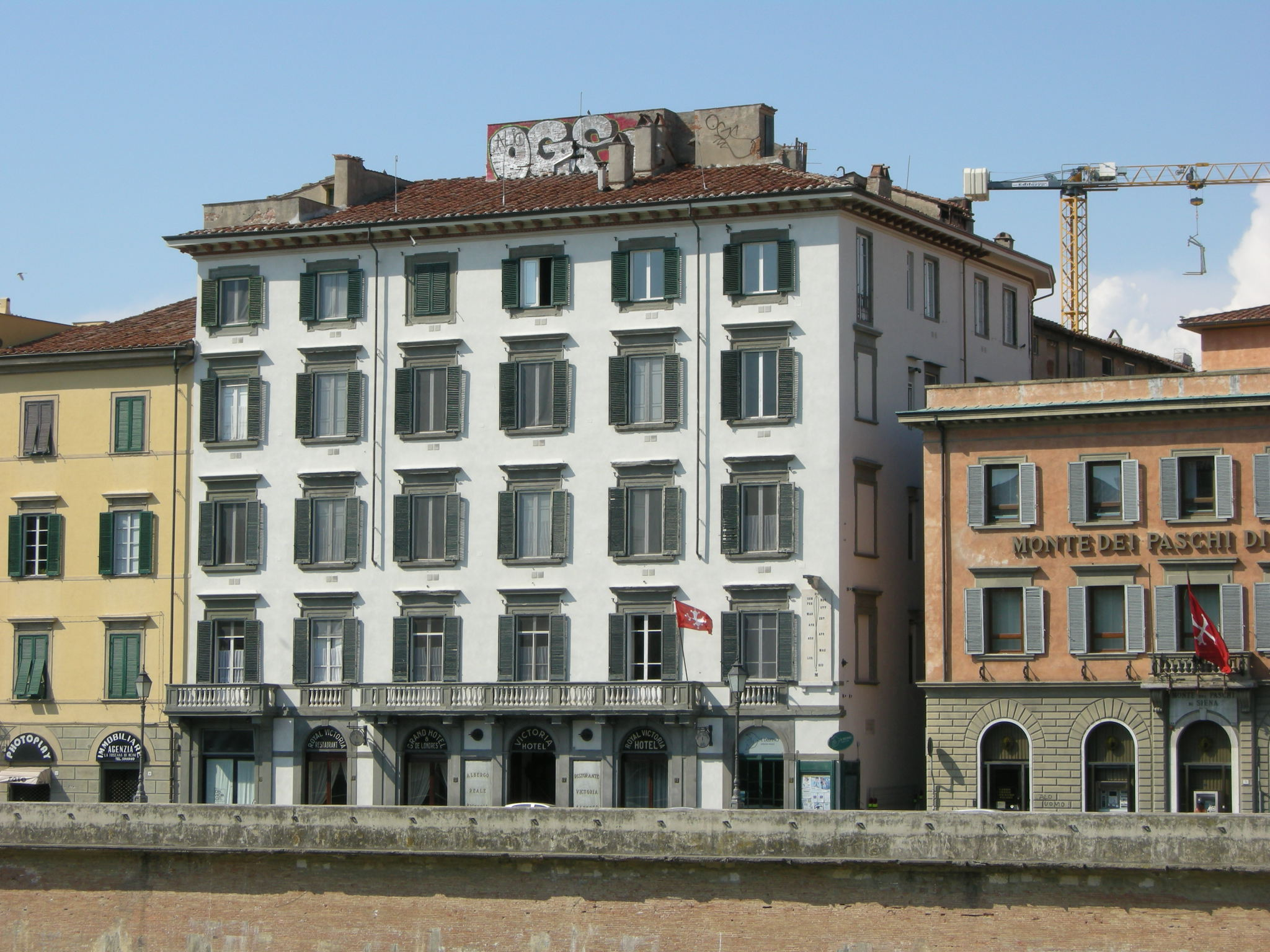
ロイヤル・ビクトリア・ホテル、2009年撮影。

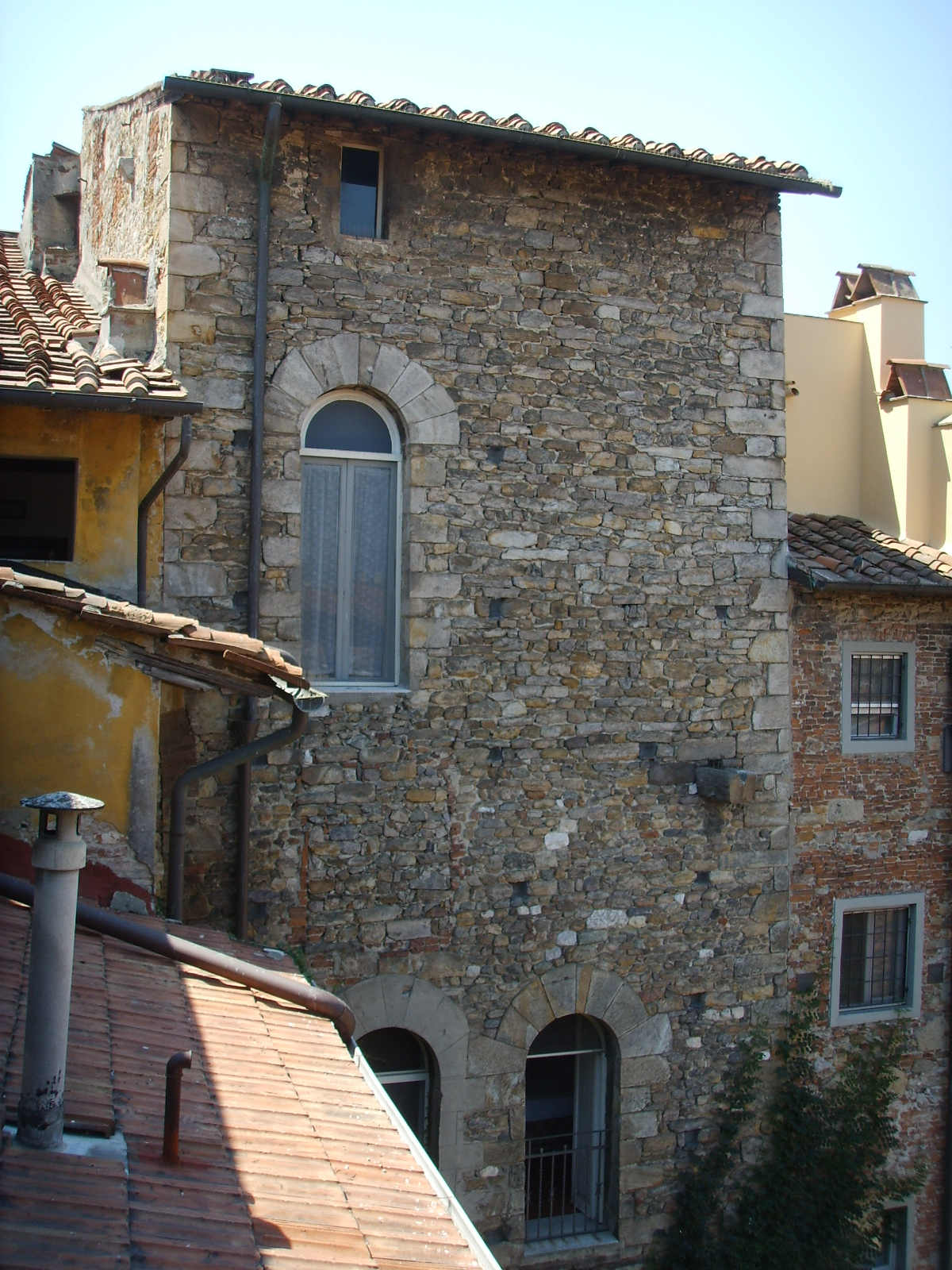
ルンガルノ・パチノッティの塔 (Torre del lungarno pacinotti)、通商「勝利の塔」は、ピサに残る中世の塔屋の中でも最もよい状態で保存されているもので、現在はロイヤル・ビクトリア・ホテルの建物と一体化しているため、ホテル・ヴィットリアの塔 (torre dell'hotel vittoria) とも呼ばれる。

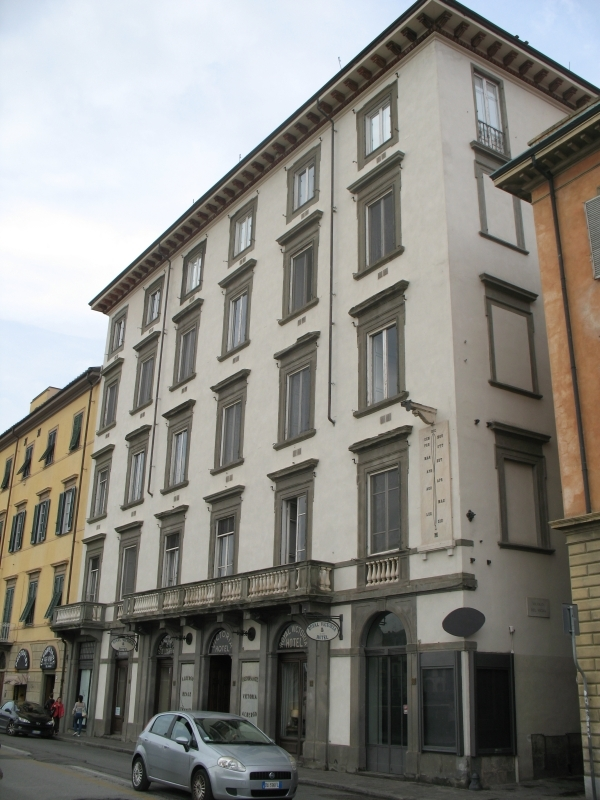
ロイヤル・ビクトリア・ホテルの正面、2014年10月撮影。

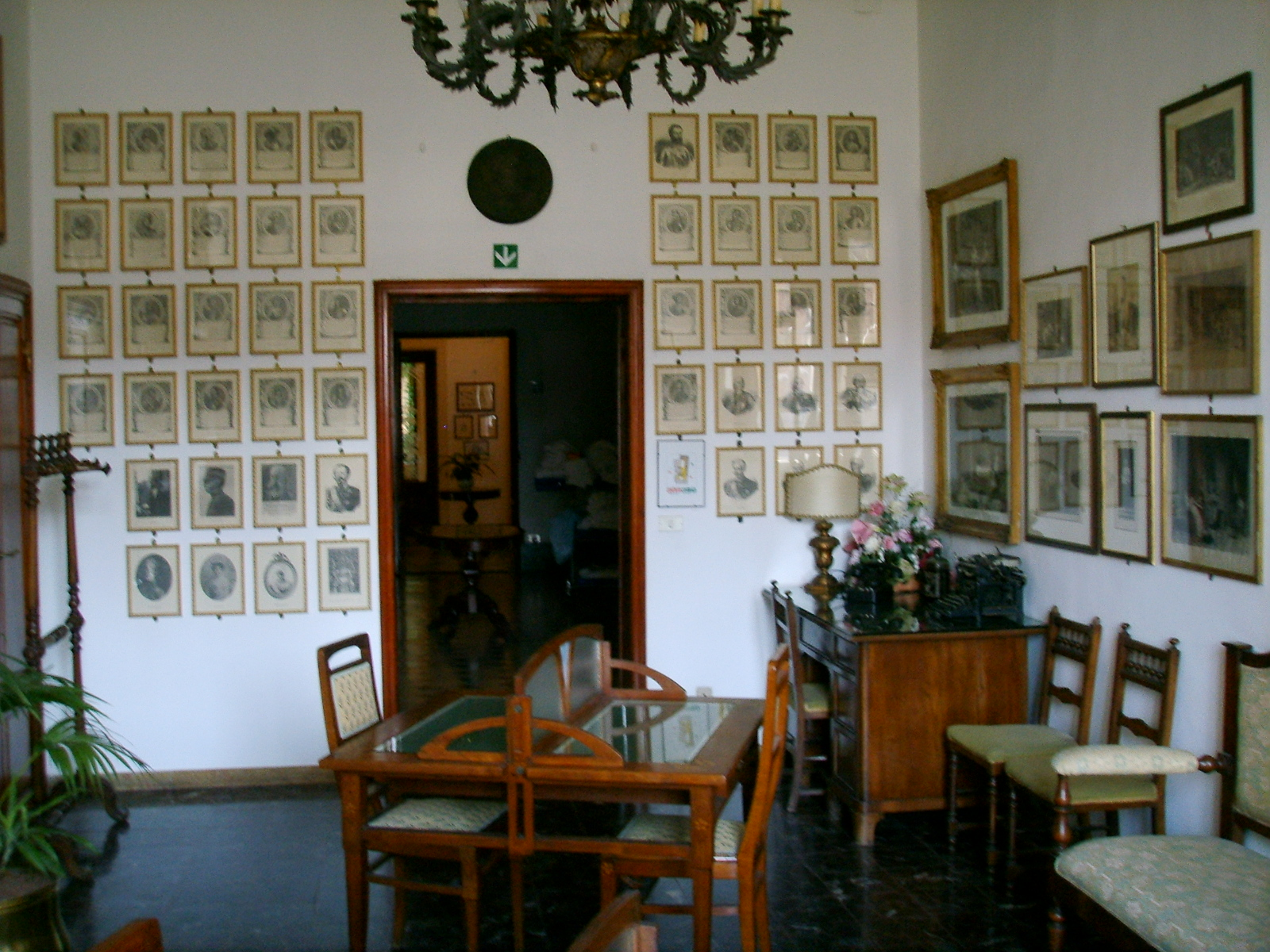
ロイヤル・ビクトリア・ホテルの内部、2007年7月撮影。

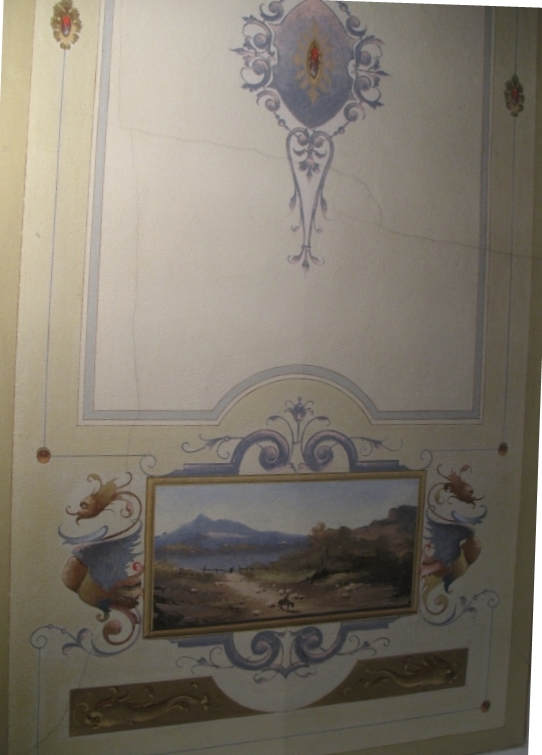
ロイヤル・ビクトリア・ホテルの壁面や天井に描かれている、ドメニコ・ピエガーヤ (Domenico Piegaja) が1896年から1904年にかけて製作したアール・ヌーヴォー調のフレスコ装飾の例。第二次世界大戦中にこのホテルを接収したアメリカ陸軍は、装飾の上からペンキを塗って塗りつぶしたが、その後、時間をかけて修復が進められている。

ロイヤル・ビクトリア・ホテル (Royal Victoria Hotel) は、イタリアのピサでアルノ川北岸の最も古い中世以来の地区にあるホテル。このホテルを成す建物の中でも最も古い部分は、11世紀にワイン醸造ギルドが建てた塔屋で、当時は宿泊施設や本部事務所を備えた会館として建設されたものである。

## 歴史
その後、この建物は「Universita de Vinajoli」というピサ大学の前身のひとつとなり、「Collegio Vittoriano」と称された時期もあった。当時は、ピサがトスカーナで最も有力な都市であった時期で、地中海地方の各地にその通商圏や植民地が広がっていた。16世紀はじめにフィレンツェ共和国がピサを征服すると、この建物にあったタバーン (居酒屋)（宿屋を兼ねた居酒屋）が「勝利の宿」を意味する「ロカンダ・デラ・ヴィットリア (Locanda della Vittoria)」と称されるようになった。
1837年、ルッカ公国籍で1794年生まれだったパスカーレ・ピエガーヤ (Pasquale Piegaja) が塔屋と付属の建物を買い入れ、かつての宿屋を改装して「ホテル・ロイヤル・デ・ラ・ヴィクトワール (Hotel Royal de la Victoire)」と称した。以来、ピエガーヤ家がこのホテルを経営し続けた。
パスカーレ・ピエガーヤは、若い頃にロンドン大学に学び、卒業していた。ロンドンで働いていた頃、彼はイタリアへ旅行にでる金持ちの旅行者たちのためにトスカーナにおける旅程を編み、ヴィラを借りる手配をしたことがあった。程なくして彼は、国際的な水準に見合ったホテルを経営する好機だと確信し、大学があり、ピサの斜塔があり、トスカーナ最初の鉄道が通っていた上、気候も海への近さも申し分ないピサが絶好の場所だと考えた。
このホテルは、1860年代には、イタリアへとグランドツアーに赴く旅行者たちの間でよく知られた存在となっていた。1861年、オリヴァー・ブルーイット (Oliver Blewitt) というイングランド人は、著書『Handbook for travellers in central Italy』（『中部イタリア旅行者への手引書』の意）の中でこのホテルを薦めて「ヴィットリア (The Vittoria) はルンガルノ通りにあり、経営者のパスカーレ・ピエガーヤはイングランドの家庭で生活した経験があり、素晴らしいホテルで、とても清潔な上、気配りが行き届き応対も丁寧である」と記した。国外からの訪問客向けに用いられるホテルの名称は、徐々に変化し、ヴィクトリア朝を通して多数の英語圏からの旅行者が訪れたことから「ロイヤル・ビクトリア・ホテル (Royal Victoria Hotel)」と称されるようになっていったが、地元では今も「ホテル・ヴィットリア (Hotel Vittoria)」と呼ばれている。

## 顕彰
2013年4月22日、ピサ市当局は、このホテルの創業者パスカーレ・ピエガーヤを讃えて、広場にその名を命名した。ピエガーヤ家は今も、5代目の世代がこのホテルを所有して、経営にあたっている。

## 特筆すべき宿泊客
このホテルには、輝かしい有名な宿泊客が多数いたが、その中には、チャールズ・ディケンズ、チャールズ・リンドバーグ、ロックフェラー家の人々、エミール・ゾラなどが含まれている。

## 関連文献
- Cresti C., 1987, Toscana, in R. Bossaglia (a cura di), Archivi del Liberty italiano: architettura, Milano
- Craig, D. (1988). Luggage labels: mementos from the golden age of travel. Chronicle Books
- Bradshaw, G.; Price, J.H. (1972). Bradshaw's August 1914 Continental Guide. David and Charles reprints. David & Charles Publishers. p. 551